# Théâtre de l'Atelier
El Théâtre de l'Atelier és una sala d'espectacles situada en el número 1 de la plaça Charles Dullin, en el districte 18è de París.
Inaugurada el 23 de novembre de 1822 amb el nom de Théâtre Montmartre, aquest teatre fou un dels primers construïts per l'arquitecte Seveste. Fou rebatejat com "Théâtre de l'Atelier" el 1922 pel seu director, el comediant Charles Dullin. S'hi han estrenat obres de Jean Anouilh, Marcel Aymé, Françoise Sagan, René de Obaldia, Friedrich Dürrenmatt… La seva capacitat actual és de 563 seients.

## Estrenes
- 1947. L'invitation du château, original de Jean Anouilh.
- 1948. Les nouveaux maîtres, original de Paul Nivoix.
- 1949. Nuit des hommes, original de Jean Bernard-Luc.
- 1949. La perle de la Canebière, original de Marc-Michel.
- 1951. Colombe, original de Jean Anouilh.
- 1952, 15 febrer. La Tête des autres, original de Marcel Aymé.
- 1953. Zamore, original de Georges Neveux.
- 1954. Catérina, original de Félicien Marceau.
- 1954. Le fantôme, original de Claude Santelli.
- 1954. Les quatre vérités, original de Marcel Aymé.
- 1955. Les oiseaux de lune, original de Marcel Aymé.
- 1956. L'oeuf, original de Félicien Marceau.
- 1959. Un beau dimanche de septembre, original d'Ugo Betti.
- 1962. Frank V, original de Friedrich Dürenmatt.
- 1962. Les cailloux, original de Félicien Marceau.